# Shay Gibbons
Shay Gibbons (Dublino, 19 maggio 1929 – Dublino, 9 giugno 2006) è stato un calciatore irlandese, di ruolo attaccante.
È stato tra i più prolifici del calcio irlandese degli anni cinquanta avendo totalizzato 120 reti segnate, che lo piazzano ventunesimo tra i migliori cannonieri della storia del campionato.
In carriera si fregiò per tre volte, di cui due consecutive, del titolo di capocannoniere della League of Ireland (1952, 1953, 1956).
È il miglior cannoniere della storia del St Patrick's Athletic, con 108 reti segnate. Con le 28 reti realizzate nella stagione 1954-1955, è inoltre il miglior goleador stagionale del club.

## Caratteristiche tecniche
Shay Gibbons era un attaccante centrale veloce ed in possesso di un buon tiro. Era abile nei colpi di testa e nel passaggio ai compagni oltreché nella finalizzazione dell'azione.

## Carriera

### Club
Da ragazzo praticò sia il calcio tradizionale che il calcio gaelico.
Decise poi di dedicarsi al calcio; tirò i primi calci al pallone in età scolare con la maglia dell'Home Farm di Dublino e vinse vari trofei nelle divisioni giovanili, segnando anche in FAI Junior Cup, la più importante competizione giovanile irlandese. Nonostante le offerte di vari club della League of Ireland, Gibbons decise di trasferirsi nel Whitehall Rangers, squadra minore locale. Nel 1948 fu convocato in selezione giovanile per una partita contro la selezione scozzese di categoria: durante questo viaggio, venne persuaso a trasferirsi al St Patrick's Athletic dal difensore Jimmy Cummins. Il trasferimento avvenne nel 1951, quando il St Patrick's militava ancora in Leinster Senior League (serie provinciale del Leinster). Nell'estate dello stesso anno, tuttavia, la squadra ottenne l'accesso alla League of Ireland.
Nella stagione 1951-1952 il St Patrick's vinse il campionato alla sua prima partecipazione e Gibbons risultò capocannoniere con ben 26 reti segnate. La stagione successiva, Gibbons risultò nuovamente capocannoniere del campionato con 22 reti, di cui cinque marcate in una vittoria per 6-2 sul Cork Athletic. Dopo l'undicesimo posto maturato nella stagione 1953-1954, annata in cui Gibbons segnò 9 gol, il St Patrick's fu nuovamente campione d'Irlanda nella stagione 1954-1955 e Gibbons stavolta marcò ben 28 reti: esse non gli valsero il titolo di capocannoniere (vinto da Jimmy Gauld con 30 centri) ma furono sufficienti a stabilire il record stagionale del club. Il periodo di grazia si protrasse anche alla stagione successiva (1955-1956) nella quale il St Pat's risultò campione d'Irlanda per la seconda volta consecutiva mentre Gibbons vinse il suo terzo titolo di capocannoniere con 21 gol realizzati.
Nella stagione 1956-1957 Gibbons giocò poche partite (segnando due reti) e poco dopo si congedò dalla squadra dublinese, con cui vinse tre titoli nazionali e tre titoli di capocannoniere. In seguito trascorse un periodo con i gallesi dell'Holyhead Town, uno al Cork Hibernians ed infine uno al Dundalk. A proposito della militanza nel Dundalk, Gibbons fu capocannoniere del club nella stagione 1958-1959 (11 reti). Si ritirò dal calcio nel 1959 dopo aver realizzato 120 reti e tornò a praticare il calcio gaelico, sua passione in età giovanile, con la maglia del Parnell's.

### Nazionale
Durante la militanza nel St Patrick's Athletic, ottenne quattro presenze in Nazionale irlandese: in occasione delle partite contro Germania Ovest (1952), Lussemburgo (1953), Jugoslavia (1955) e Spagna (1955).

#### Cronologia presenze in Nazionale
| Cronologia completa delle presenze e delle reti in nazionale ― Irlanda | Cronologia completa delle presenze e delle reti in nazionale ― Irlanda | Cronologia completa delle presenze e delle reti in nazionale ― Irlanda | Cronologia completa delle presenze e delle reti in nazionale ― Irlanda | Cronologia completa delle presenze e delle reti in nazionale ― Irlanda | Cronologia completa delle presenze e delle reti in nazionale ― Irlanda | Cronologia completa delle presenze e delle reti in nazionale ― Irlanda | Cronologia completa delle presenze e delle reti in nazionale ― Irlanda |
| Data                                                                   | Città                                                                  | In casa                                                                | Risultato                                                              | Ospiti                                                                 | Competizione                                                           | Reti                                                                   | Note                                                                   |
| ---------------------------------------------------------------------- | ---------------------------------------------------------------------- | ---------------------------------------------------------------------- | ---------------------------------------------------------------------- | ---------------------------------------------------------------------- | ---------------------------------------------------------------------- | ---------------------------------------------------------------------- | ---------------------------------------------------------------------- |
| 04-05-1952                                                             | Colonia                                                                | Germania Ovest                                                         | 3 – 0                                                                  | Irlanda                                                                | Amichevole                                                             | -                                                                      |                                                                        |
| 28-10-1953                                                             | Dublino                                                                | Irlanda                                                                | 4 – 0                                                                  | Lussemburgo                                                            | Qual. Mondiali 1954                                                    | -                                                                      |                                                                        |
| 19-09-1955                                                             | Dublino                                                                | Irlanda                                                                | 1 – 4                                                                  | Jugoslavia                                                             | Amichevole                                                             | -                                                                      |                                                                        |
| 27-11-1955                                                             | Dublino                                                                | Irlanda                                                                | 2 – 2                                                                  | Spagna                                                                 | Amichevole                                                             | -                                                                      |                                                                        |
| Totale                                                                 |                                                                        | Presenze                                                               | 4                                                                      |                                                                        | Reti                                                                   | 0                                                                      |                                                                        |

## Morte e omaggi postumi
Gibbons è deceduto il 9 giugno 2006 per cause naturali. Avendo legato il proprio nome a quello del St Patrick's Athletic durante la sua carriera, la società dublinese ha voluto ricordarlo attraverso una nota sul proprio sito ufficiale:
(Necrologio pubblicato sul sito ufficiale del St Patrick's Athletic il 10 giugno 2006.)
Il giocatore è stato ricordato anche in campo durante la successiva partita di campionato ed in occasione dell'ottantesimo anniversario del club ricorso nel 2009.

## Palmarès

### Club
- Campionato irlandese: 3

St Patrick's: 1951-1952, 1954-1955, 1955-1956
- Dublin City Cup: 2

St Patrick's: 1953-1954, 1955-1956

### Individuale
- Capocannoniere della League of Ireland: 3

1951-1952, 1952-1953, 1955-1956

#### Record con la maglia del St Patrick's Athletic
- Miglior cannoniere di sempre del club: 108 reti[7]
- Miglior cannoniere stagionale del club: 28 reti[7]
- Maggior numero di presenze in Nazionale durante la militanza nel club: 4[7]